# Nokia 6020

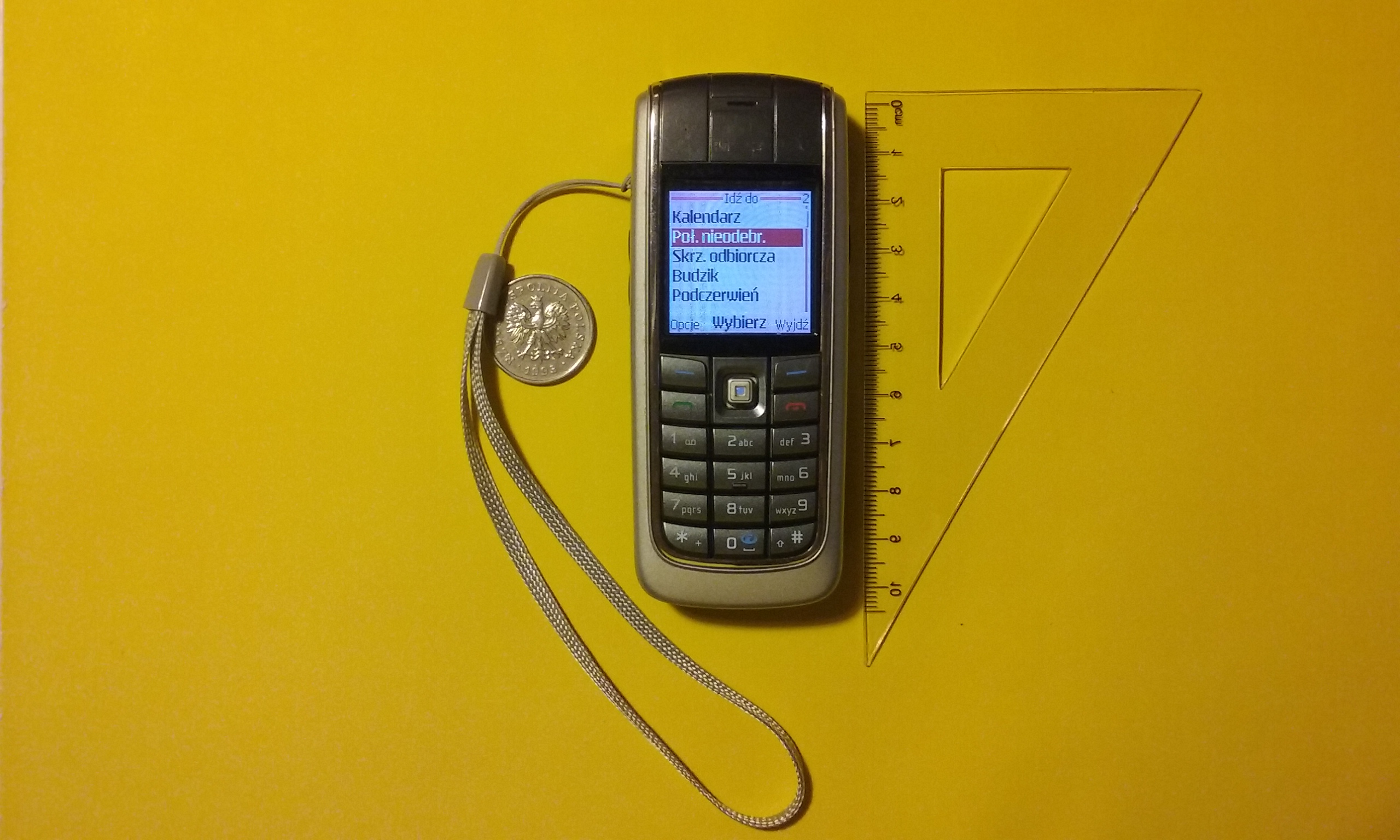
Nokia 6020

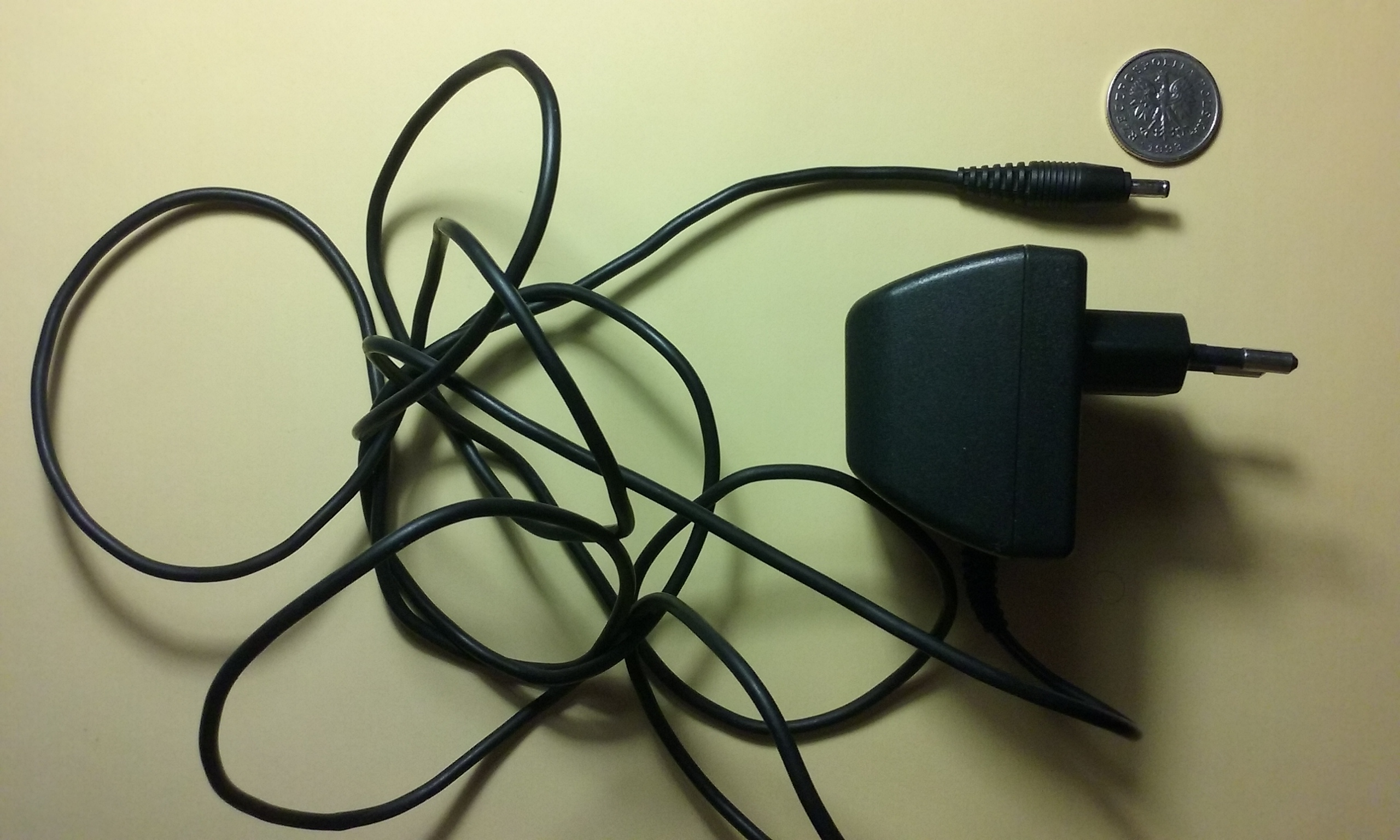
Nokia ACP-7E carregador europeu para o Nokia 6020

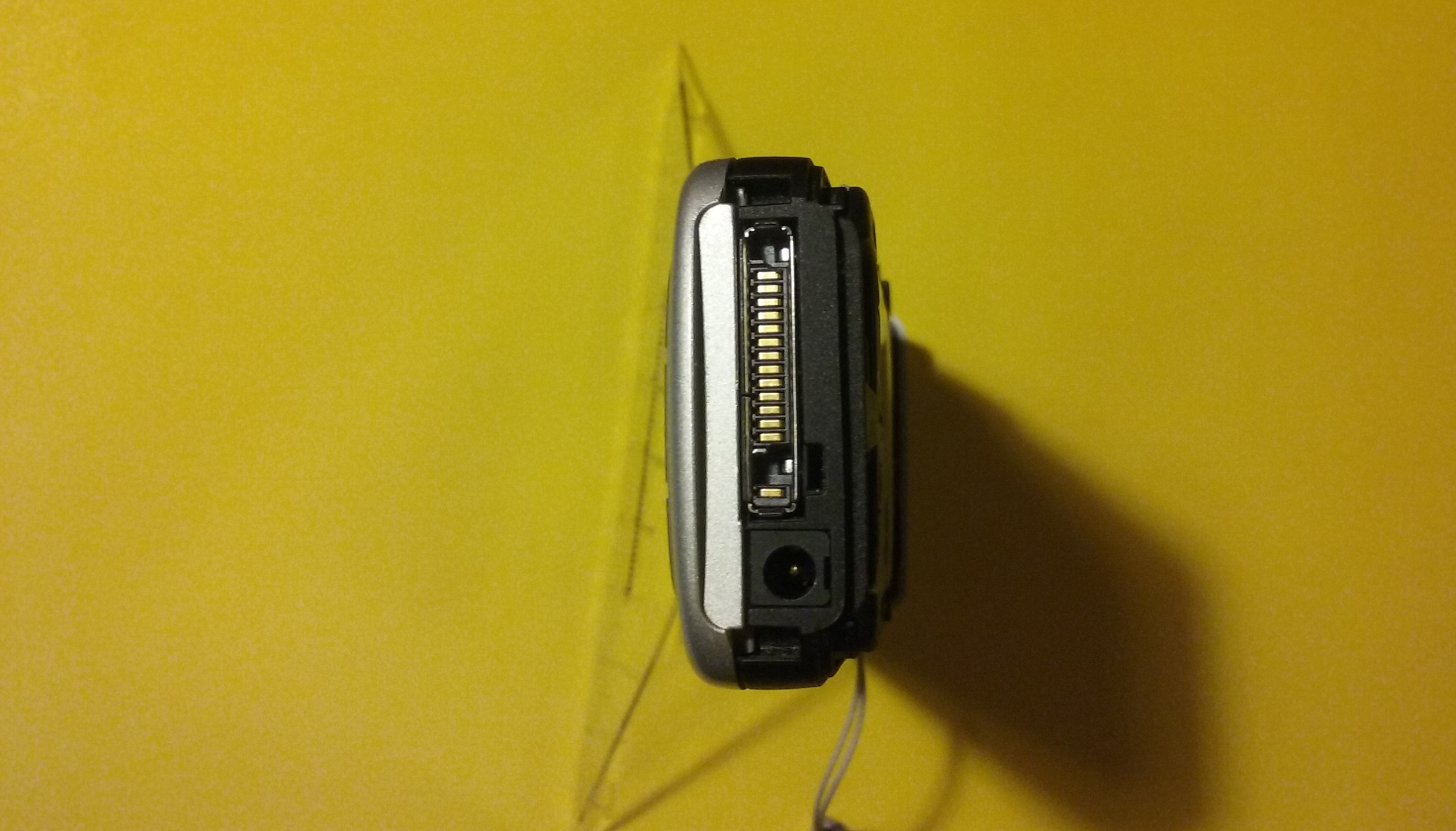
Conectores no Nokia 6020 - potência (3,5 mm) e para transmissão de dados

Nokia 6020 e 6021 são telefones celulares fabricados pela Nokia, que rodam a plataforma Series 40.
Enquanto o Nokia 6020 tem câmera mas não tem suporte para Bluetooth, Nokia 6021 suporta Bluetooth mas não tem câmera. 
Nokia 6020 foi lançado em novembro de 2004.

## Características
- Câmera VGA com gravador de vídeo
- Câmera de 0.3 Megapixel com quatro modos: Standard, Portrait, Night, e Video
- 3.5 Megabytes de memória interna
- Grava vídeos de até 50 segundos com som
- Tela com 65,536 cores
- Gravador de voz de até cinco minutos
- Push-to-talk
- Rede 2G
- GSM 900/1800/1900 MHZ